# Пашаев, Хафиз Мирджалал оглы
Хафиз Мир Джалал оглы Пашаев (азерб. Hafiz Mir-Cəlal oğlu Paşayev; род. 2 мая 1941, Баку) — советский физик (доктор физико-математических наук) и азербайджанский дипломат. Заместитель министра иностранных дел Азербайджана (2006—2019). Ректор Университета АДА (с 2006).

## Биография
Хафиз Мир Джалал оглы Пашаев родился 2 мая 1941 года в Баку. В 1963 году окончил факультет физики Азербайджанского государственного университета.
В 1964—1967 годах работал в Институте физики Академии наук Азербайджана. 
В 1971 году окончил аспирантуру Института атомной энергии имени Курчатова в Москве, получив степень кандидата наук.
В 1971—1992 годах работал научным сотрудником, заведующим лабораторией Института физики НАНА. 
В 1975—1976 годах проводил научные исследования в Калифорнийском университете в Ирвайне. Был в составе Совета попечителей, заинтересованных в развитии и укреплении сотрудничества и торговли между Азербайджаном и США. 
В 1984 году защитил докторскую диссертацию и получил степень доктора физико-математических наук. 
Посол Азербайджана в США (1993 — 14 августа 2006). Одновременно являлся послом Азербайджана в Мексике (1993  — 14 августа 2006) и Канаде (1993  — 10 сентября 2004).
Являлся также постоянным представителем Азербайджана при Организации американских государств (6 мая 2002 — 14 августа 2006).
С 14 августа 2006 по 29 октября 2019 года являлся заместителем министра иностранных дел Азербайджана.
С 14 августа 2006 года является ректором Дипломатической академии Министерства иностранных дел Азербайджана. 
После того, как распоряжением президента Азербайджана от 13 января 2014 года на основе Дипломатической академии МИД Азербайджана и Университета информационных технологий был создан Университет АДА, Хафиз Пашаев был назначен ректором этого университета. 
Автор более 100 научных трудов, двух монографий, а также десятков статей, охватывающих различные общественно-политические темы.
Владеет английским и русским языками.

## Награды
- Орден «Честь» (2 мая 2016, за заслуги в развитии образования в Азербайджане)[10]
- Орден «Слава» (2 мая 2011, за плодотворную общественно-политическую деятельность в Азербайджане и научно-педагогические заслуги)[11][12]
- Орден «За службу Отечеству» 1-й степени (29 апреля 2021, за многолетнюю плодотворную деятельность в развитии образования в Азербайджане)[13]
- Орден «За службу Отечеству» 2-й степени (9 июля 2019, за плодотворную деятельность в органах дипломатической службы Азербайджана)[14].
- Офицер ордена Заслуг (2019, Венгрия)[15].